# Ritratto di giovane col berretto rosso
Il Ritratto di giovane col berretto rosso è un dipinto a olio su tavola (53x35 cm) attribuito a Filippino Lippi, databile al 1485 circa e conservato nella Galleria degli Uffizi a Firenze.

## Storia
L'opera proviene dalle raccolte del cardinale Leopoldo de' Medici. A lungo è stata attribuita a Lorenzo di Credi, come ha riproposto di recente anche Antonio Natali, e nel 1915 Dami l'assegnò a Giuliano Bugiardini, mentre Daghenhart fece il nome di Giovanni Cianfanini, un collaboratore di Lorenzo di Credi.
Dopo il restauro del 1977 in cui sono state asportate le ridipinture che offuscavano l'opera, Baldini fece dubitativamente il nome di Filippino, ripreso poi da Marchini nel 1979. L'opera, nonostante i dubbi attributivi, è comunque di alta qualità pittorica.

## Descrizione e stile
Da uno sfondo scuro emerge il ritratto di un giovane dai capelli lunghi, indossante una berretta rossa, una giubba marrone scuro allacciata e una camicia bianca che spunta dal collo. Il busto è ruotato di tre quarti verso sinistra, mentre la testa si gira a guardare direttamente lo spettatore, intessendo un silenzioso dialogo psicologico.
La forma del volto è un perfetto ovale, con gli occhi castani leggermente infossati, il naso dritto, le labbra carnose, il mento poco sporgente.